# 阿那克西美尼
阿那克西美尼（希臘語：Ἀναξιμήνης，约前585年—前525年），是一位活跃在公元前6世纪后半期的前苏格拉底时期的古希腊哲学家，同时他也是米利都学派的第三位学者，他被判定为阿那克西曼德的一位学生或是一位比他自己年轻的朋友。他像米利都学派的其他人一样探究物质一元论。这种理论倾向于认为有一种特殊的基础物质组成了整个世界。
阿那克西美尼认为，气体是万物之源，不同形式的物质是通过气体聚和散的过程产生的，并认为火是最精纯的空气。